# Christian Jourdan
Christian Jourdan (Sainte-Foy-la-Grande, 31 de desembre de 1954) va ser un ciclista francès, que fou professional entre 1979 i 1989. Les seves principals victòries foren dues edicions de la París-Camembert i una etapa de la Volta a Catalunya (1979).
Al llarg de la seva carrera esportiva fou gregari de Bernard Vallet, Bernard Hinault i Jean François Bernard.

## Palmarès
- 1978
  - 1r al Tour de Gironde-Sud
- 1979
  - Vencedor d'una etapa de la Volta a Catalunya
  - Vencedor d'una etapa al Tour de l'Aude
- 1982
  - 1r a la París-Camembert
  - Vencedor d'una etapa del Tour de Romandia
- 1983
  - 1r a la París-Camembert
  - Vencedor d'una etapa del Critèrium del Dauphiné Libéré
- 1984
  - 1r del Giro del Piemont
- 1985
  - 1r al GP de la Thièratche
- 1989
  - 1r a Tarnos

### Resultats al Tour de França
- 1979. 68è de la classificació general
- 1980. Abandona (14a etapa)
- 1982. Abandona (17a etapa)
- 1983. 45è de la classificació general
- 1984. Abandona (9a etapa)
- 1985. 71è de la classificació general
- 1989. 118è de la classificació general

### Resultats al Giro d'Itàlia
- 1985. 29è de la classificació general
- 1986. 49è de la classificació general
- 1987. Abandona (19a etapa)

### Resultats a la Volta a Espanya
- 1989. 126è de la classificació general